# Ivanivka, Rojîșce
Ivanivka (în ucraineană Іванівка) este un sat în comuna Litohoșcea din raionul Rojîșce, regiunea Volînia, Ucraina.

## Demografie
Componența lingvistică a localității Ivanivka
     Ucraineană (98,61%)
     Rusă (1,39%)
Conform recensământului din 2001, majoritatea populației localității Ivanivka era vorbitoare de ucraineană (98,61%), existând în minoritate și vorbitori de rusă (1,39%).